# コメンサル

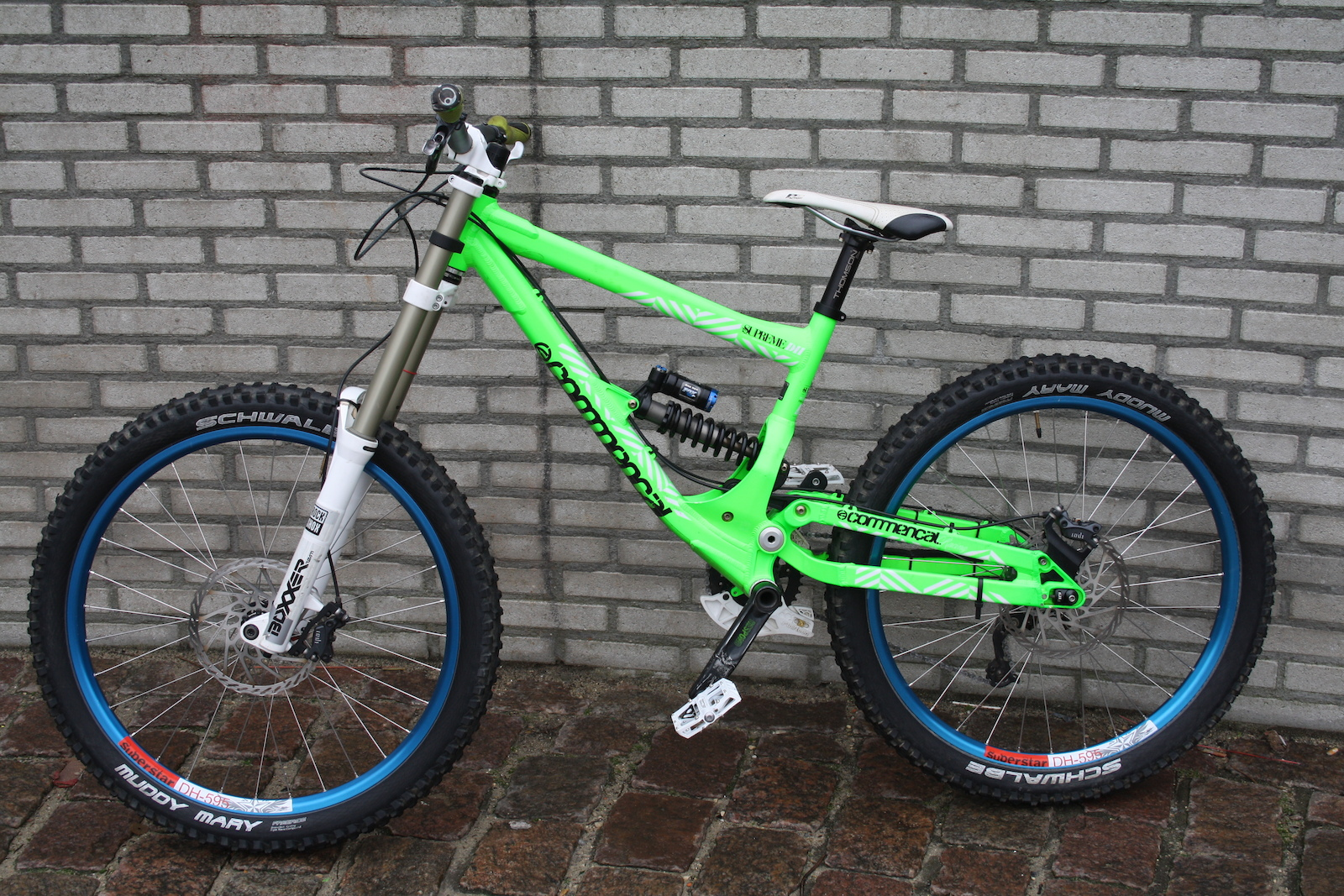
SUPREME DH V2

コメンサル（Commençal ）はアンドラの自転車メーカー。
SUNNを退社したフランス人、マックス・コメンサルが2000年に創業した。当初は限られた台数のみの小規模生産であったが、2005年、経営方針を転換し量産を始めた。
過去にはマウンテンバイクのみならず、ロードレーサー、BMXなどを生産していたこともある。コメンサル製品を使用するチーム・コメンサルには、セドリック・グラシア、レミー・アブサロン、アンヌ＝カロリーヌ・ショソンらが、イギリスのチーム・アニマルコメンサルにはダン・アサートン、ジー・アサートン、レイチェル・アサートンのアサートン兄妹らが所属している。